# Хемскерк, Мартен ван
Мартен ван Хемскерк, настоящее имя Мартен Якобс ван Веен (нидерл. Maarten van Heemskerck, Maerten Jacobsz van Veen}}; 1 июня 1498, Хемскерк — 1 октября 1574, Харлем) — нидерландский живописец и гравёр эпохи Северного Возрождения. Портретист, мастер картин на библейские сюжеты и рисунков для гравюр. Большую часть своей жизни провёл в Харлеме. Один из главных представителей романизма в нидерландском искусстве, развивавшегося в русле североевропейского маньеризма. Удостоился прозвания «Голландского Рафаэля».

## Жизнь и творчество
Мартен ван Веен родился на западе Нидерландов, в городе Хемскерк, провинция Северная Голландия, в семье фермера Якоба Виллемса. Согласно его биографии, написанной Карелом ван Мандером, он начал своё художественное обучение в Харлеме у живописца Корнелиса Виллемса, но отец отозвал его в Хемскерк для работы на семейной ферме. Однако, поссорившись с отцом, он снова уехал, на этот раз в Делфт, где учился у Яна Лукаса, а затем в 1527 году перебрался в Харлем, где стал учеником Янa ван Скорелa, которому успешно подражал до такой степени, что специалисты не всегда могут точно атрибутировать отдельные произведения обоих художников: приписать их Скорелу или Хемскерку.
Между 1532 и 1536 годами художник жил и работал в Италии. Он объехал всю северную и центральную Италию, остановившись в Риме, где вручил рекомендательные письма от ван Скорела к влиятельному голландскому кардиналу Уильяму Энкенвойрту. Он быстро овладел работой художника-декоратора, очевидно поэтому был выбран для сотрудничества с Антонио да Сангалло Младшим, Джованни-Баттистой Франко и Франческо де Росси (Иль Сальвиати) при ремонте ворот Сан-Себастьяно. Джорджо Вазари, который видел картины батального жанра, которые создавал в то время Хемскерк, отметил, что они «хорошо составлены и смело исполнены».
Находясь в Риме, Хемскерк испытал влияние мощного искусства Микеланджело Буонарроти. Он сделал также множество рисунков классической скульптуры и архитектуры, многие из которых сохранились в двух альбомах, которые теперь хранятся в Графическом кабинете в Берлине.
По возвращении в Нидерланды в 1536 году он снова поселился в Харлеме, где в 1540 году стал принцепсом (президентом) харлемской Гильдии Святого Луки. Дважды был женат (его первая жена и ребёнок умерли во время родов). Он получал заказы от церкви как на алтарные картины, так и на создание витражей и настенных шпалер. Мартен ван Хемскерк написал большие алтари для своего друга, мецената, а затем католического мученика протестантской Реформации Корнелиса Мюйса (также известного как Мусиус). Мюйс вернулся из Франции в Нидерланды в 1538 году и стал настоятелем монастыря Святой Агаты в Делфте. Эта работа принесла Хемскерку новые заказы на алтари в Новой Церкви (Nieuwe Kerk) в Делфте. В 1553 году он стал викарием церкви Святого Бавона, где прослужил 22 года (до протестантской реформации). В 1572 году он уехал из Харлема в Амстердам, чтобы избежать осады Харлема, которую устроили городу испанцы.
Мартен ван Хемскерк был одним из первых нидерландских художников, специально создававших рисунки для гравёров. В собственных гравюрах он сочетал приёмы «травлёного штриха» (офорта) и пунктира. Ван Хемскерк известен также серией рисунков для гравюр, на которых изображены восемь, а не семь «Чудес древнего мира», как обычно. Они были награвированы Филиппом Галле и опубликованы в 1572 году.
Многие работы ван Хемскерка сохранились: «Адам, Ева и Святой Лука, пишущий Деву Марию с Младенцем» в присутствии поэта, увенчанного листьями плюща, и попугая в клетке — алтарный образ в галерее Харлема, и «Ecce Homo» в Музее Изобразительное искусство в Генте — характерные произведения периода, предшествовавшего поездке ван Хемскерка в Италию. Алтарный образ, выполненный для церкви Св. Лаврентия в Алкмаре в 1539—1543 годах и состоящий как минимум из двенадцати больших панелей, включая портреты исторических лиц, сохранившихся в соборе Линчепинга в Швеции со времен Реформации, демонстрирует его стиль после его возвращения из Италии.
В 1550 году Хемскерк написал большой, ныне расчленённый триптих, остатки которого сегодня разделены между Музеем изящных искусств Страсбурга (Адам и Ева/Гидеон и руно) и Музеем Бойманса — ван Бёнингена в Роттердаме (Встреча Марии и Елизаветы). Еще в 1551 году он создал копию «Мадонны Лорето» Рафаэля (Музей Франса Халса). В 1552 году Хемскерк написал сцену бега быков внутри Римского Колизея (Дворец изящных искусств Лилля). Он был хорошо знаком с анатомией и любил витиеватую архитектуру. Два алтаря, которые он писал для церквей в Делфте в 1551 и 1559 годах, один законченный (Святой Лука, пишущий Мадонну), другой, в музее Харлема, а также Распятие, Бегство в Египет, сцены из жизни святого Бернарда и святого Бенедикта, характерны для его позднего стиля, сложившегося после посещения Италии. Особенно это заметно в образе святого Луки, пишущего Мадонну, который Хемскерк писал дважды в разное время для двух гильдий художников.
Мартен ван Хемскерк пользовался уважением при жизни и оказал влияние, в частности, на художников Харлема. Он известен (вместе со своим учителем Яном ван Скорелем) знакомством с итальянским искусством, что проявилось и в серии рисунков о чудесах света, которые впоследствии были распространены в виде гравюр.
В санкт-петербургском Эрмитаже хранится триптих «Голгофа», в венской галерее — два «Триумфа Силена». Другие произведения находятся в галереях Роттердама, Мюнхена, Касселя, Брауншвейга, Карлсруэ, Майнца, Копенгагена, Страсбурга и Ренна.

## Галерея

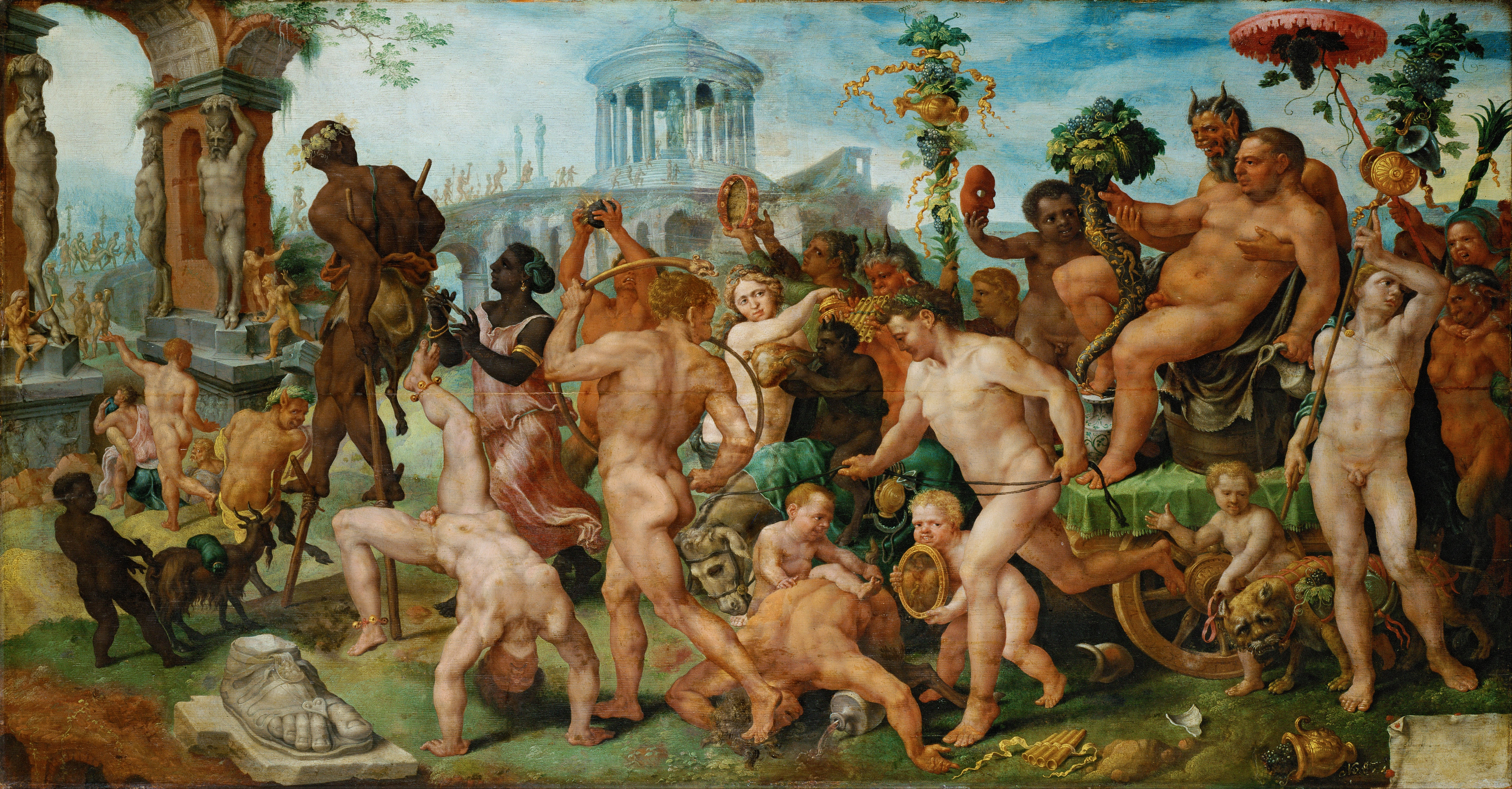
Триумф Вакха. 1536—1537. Дерево, масло. Музей истории искусств, Вена
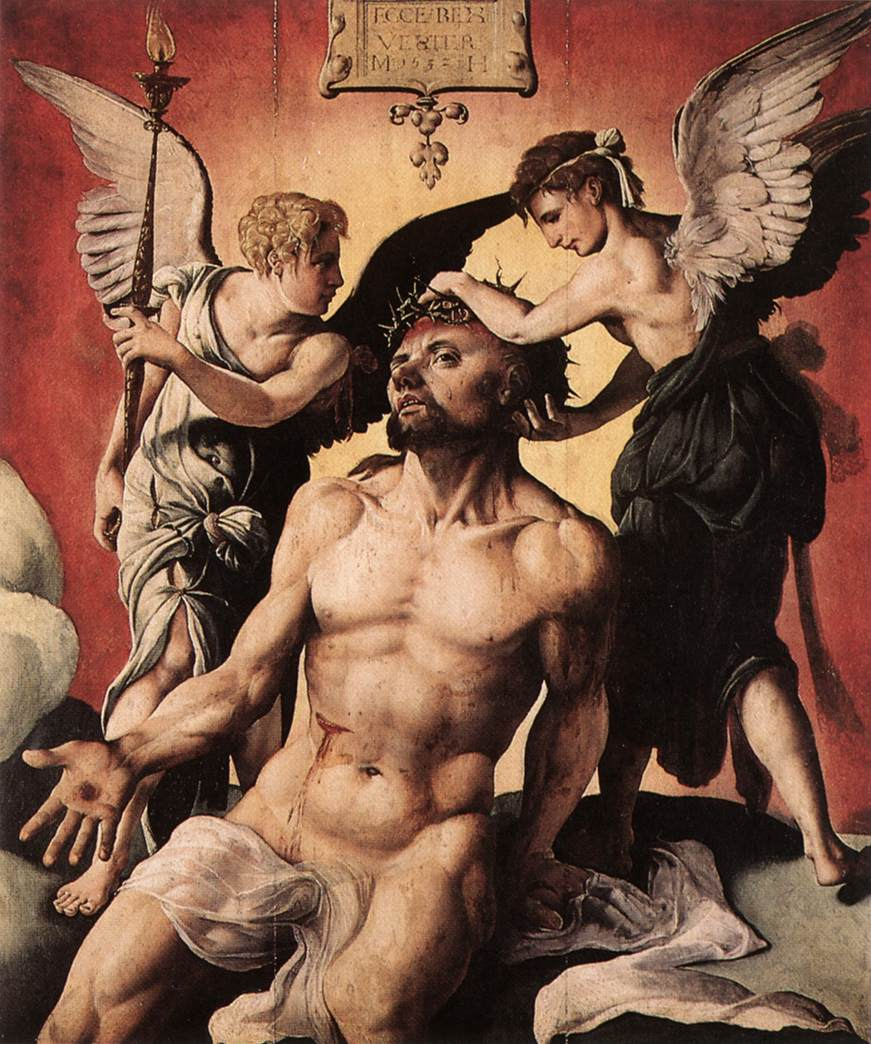
Муж скорбей с ангелами. 1532. Дерево, масло. Музей изящных искусств, Гент
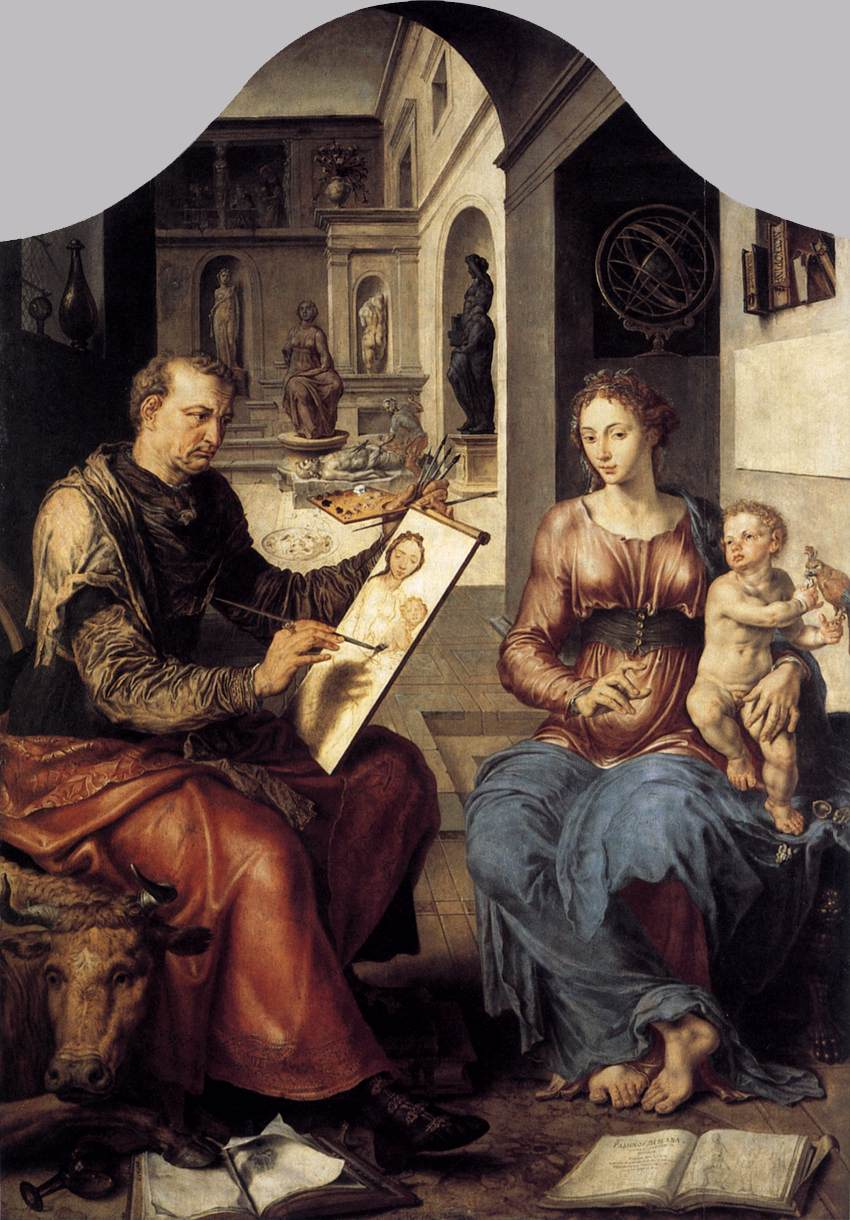
Святой Лука, пишущий Мадонну. 1550. Дерево, масло. Музей изящных искусств, Ренн
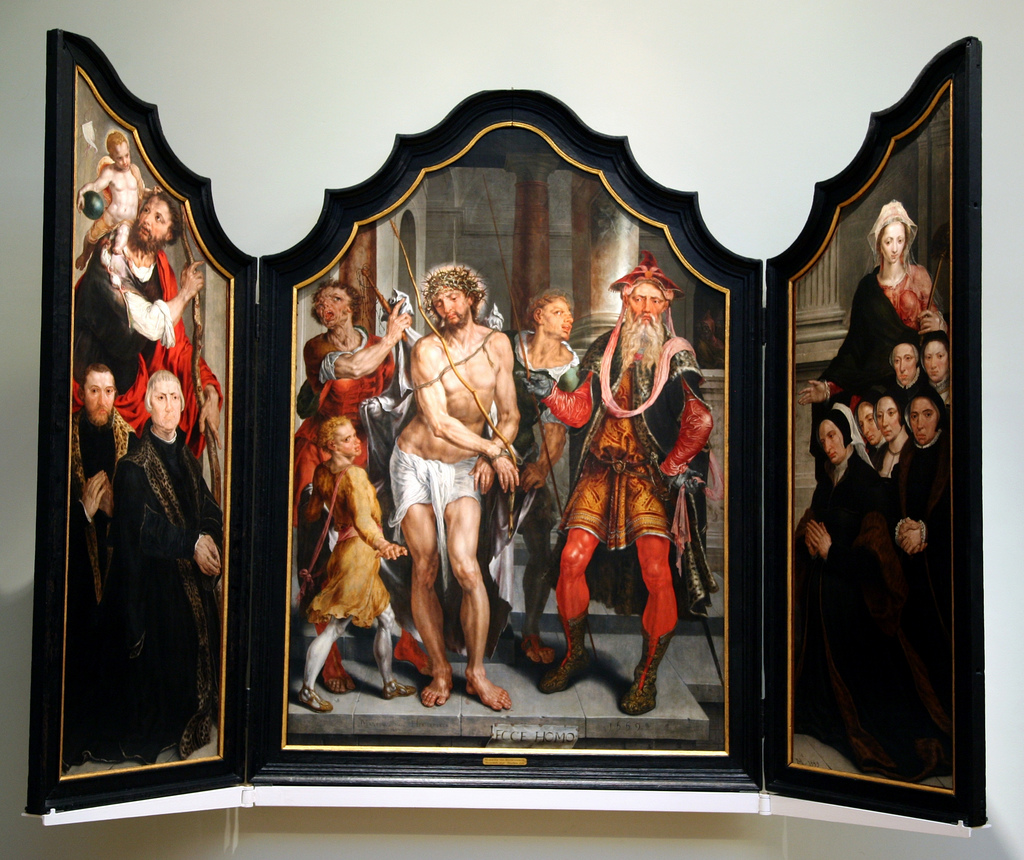
Ecce Homo. Музей Франса Халса, Харлем
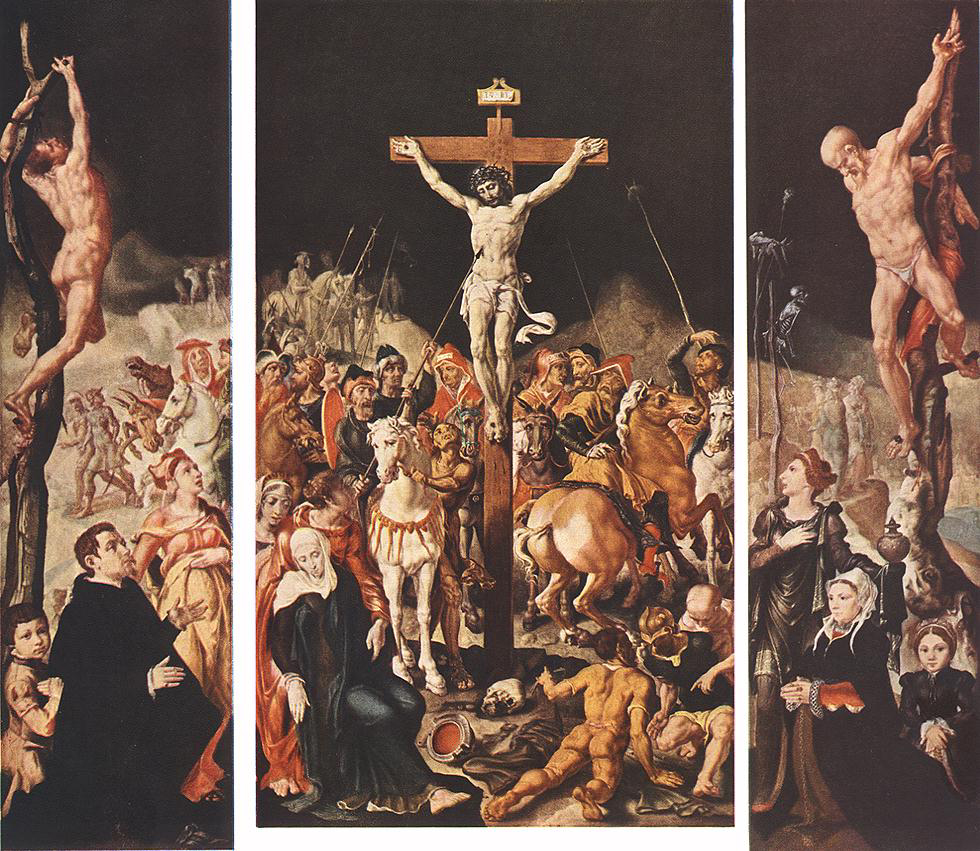
Голгофа. Триптих. Между 1545 и 1550. Дерево, масло (центральная часть переведена на холст). Государственный Эрмитаж, Санкт-Петербург
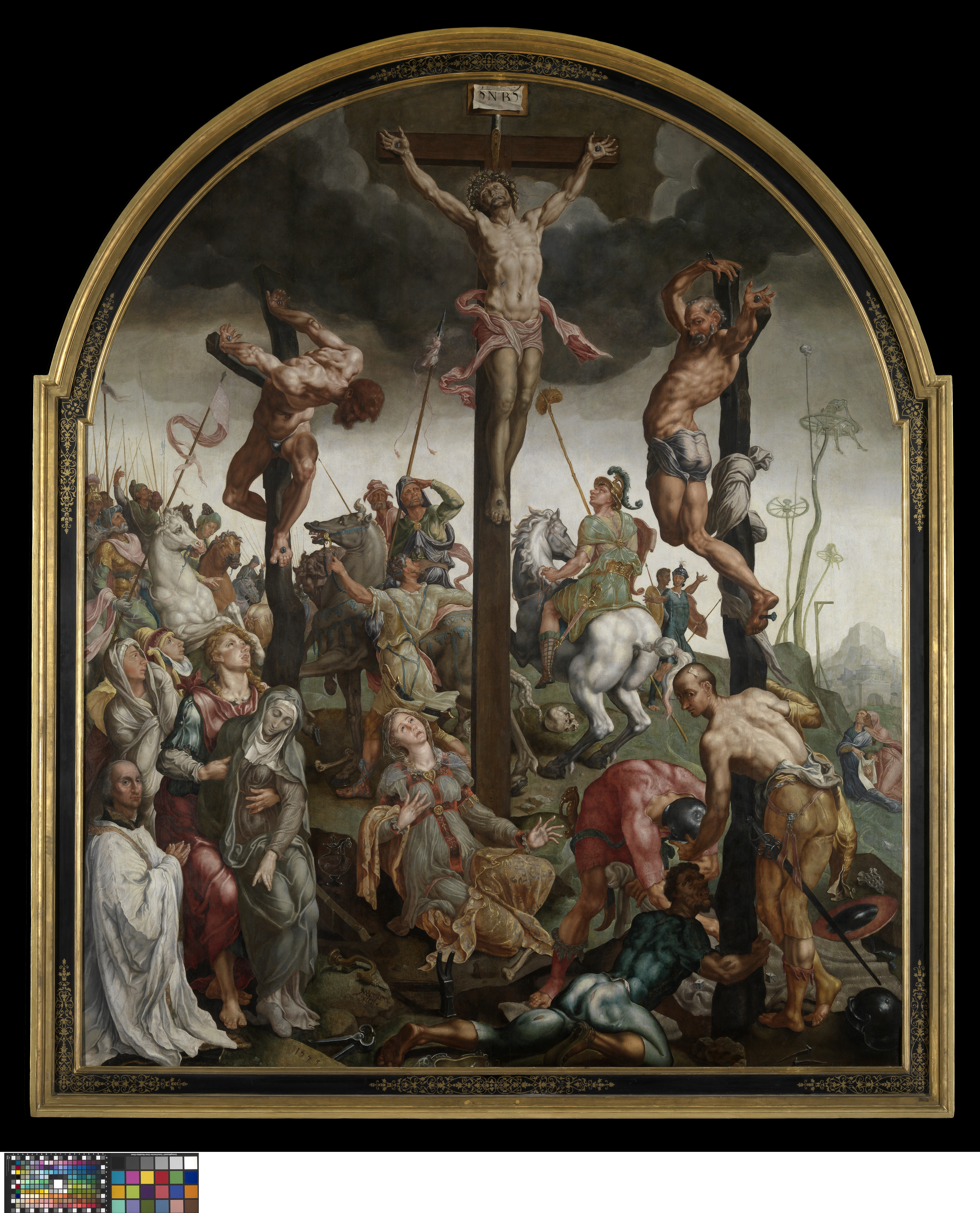
Голгофа. 1543. Дерево, масло. Музей изящных искусств, Гент
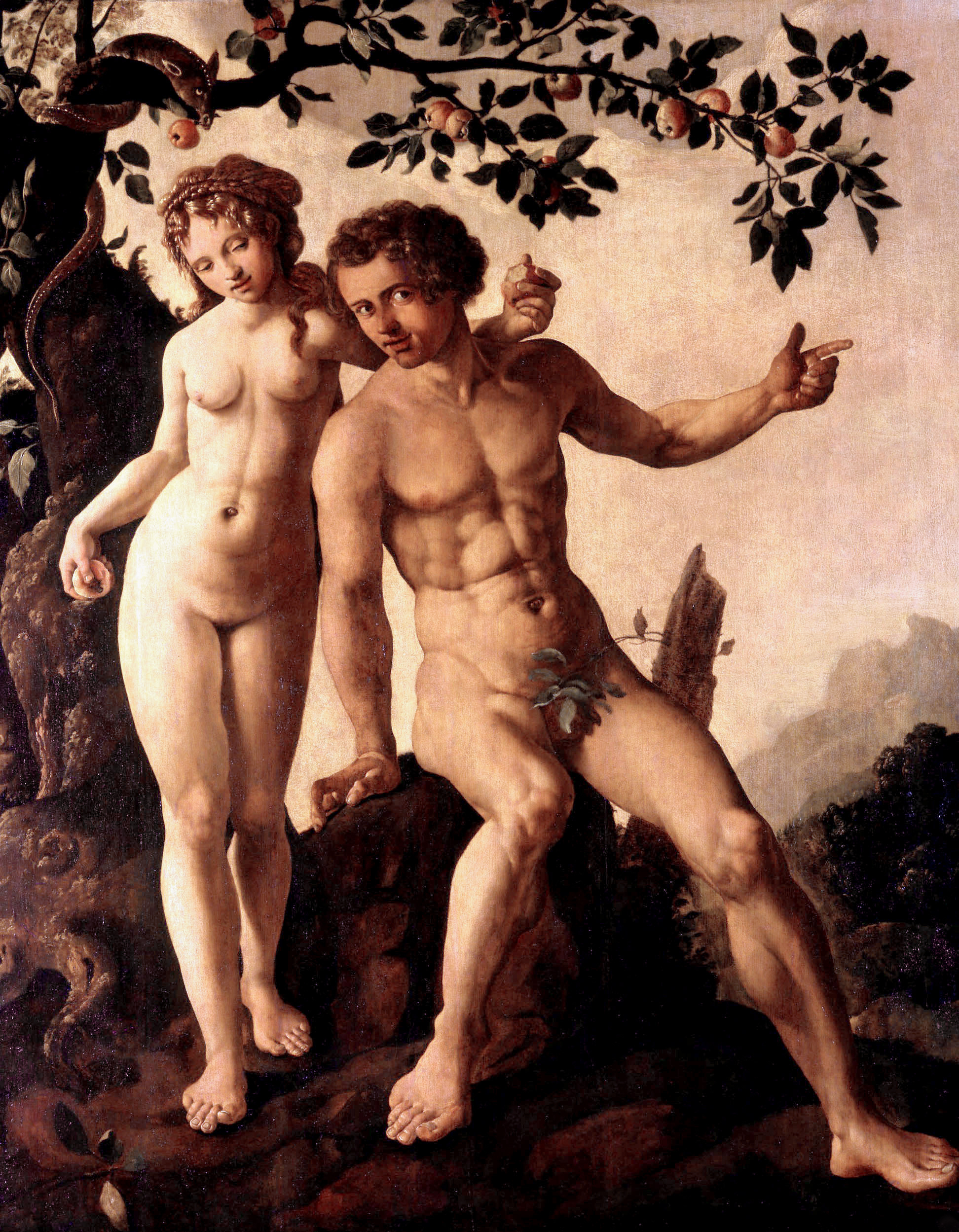
Грехопадение. Ок. 1530. Дерево, масло. Частное собрание
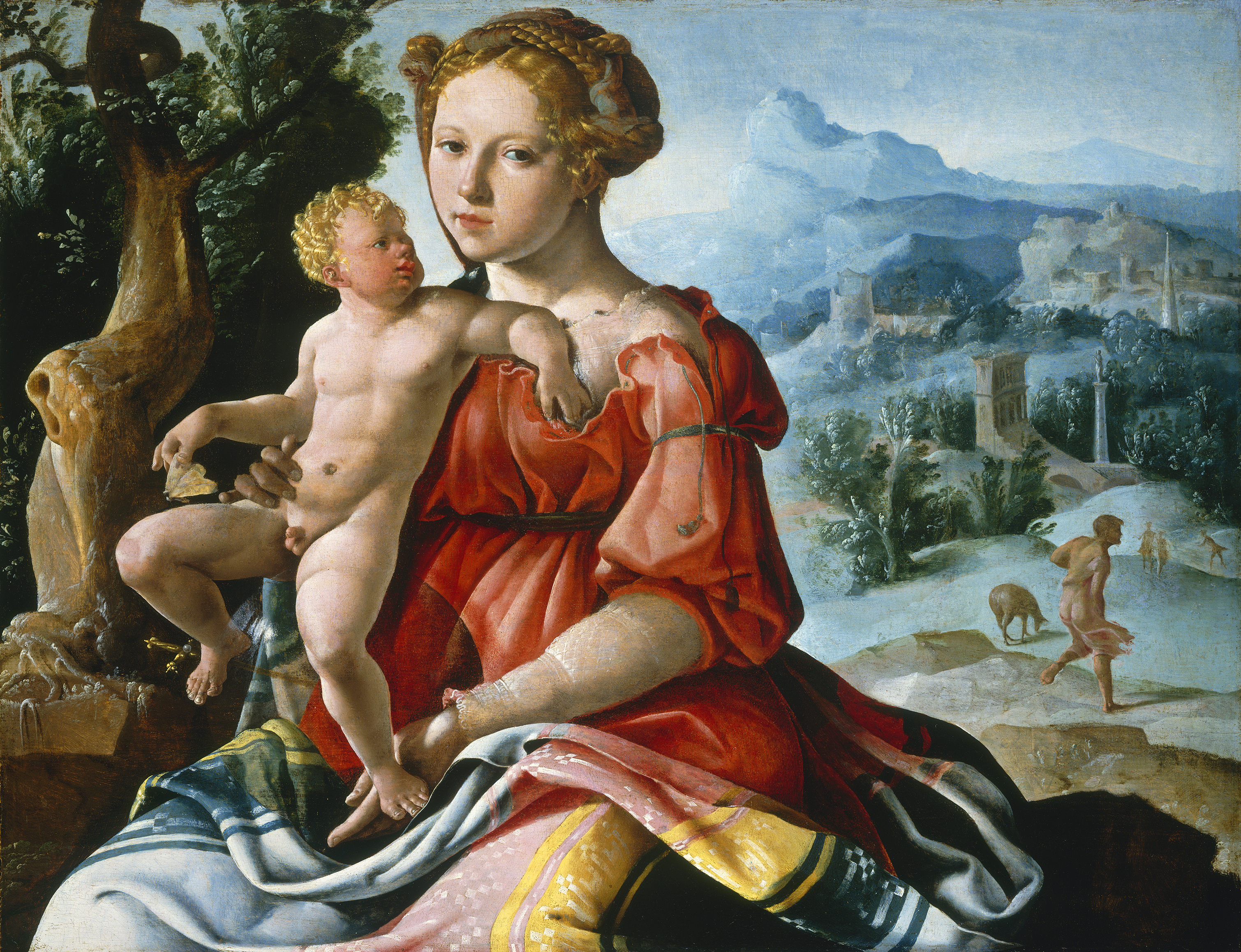
Отдых на пути в Египет. Ок. 1530. Дерево, масло. Национальная галерея искусства, Вашингтон
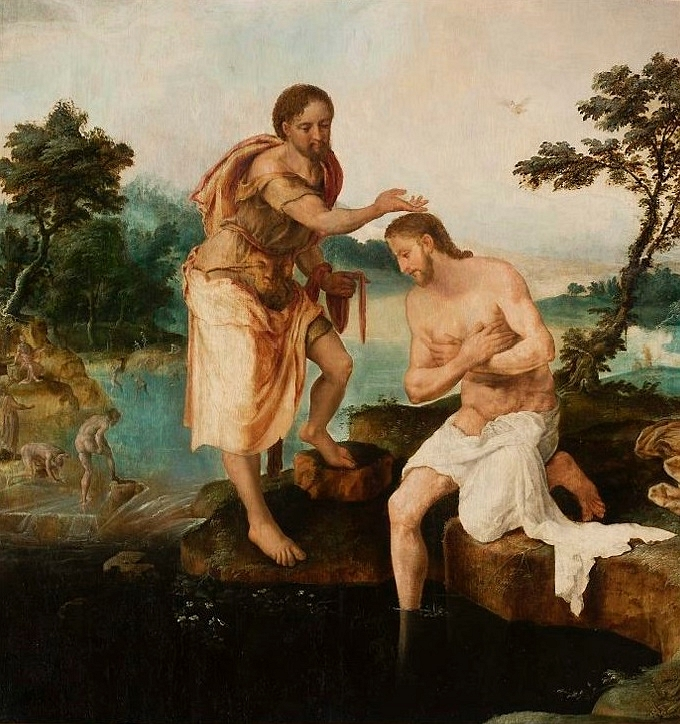
Крещение Христа. Между 1532 и 1540. Дерево, масло. Национальный музей, Варшава
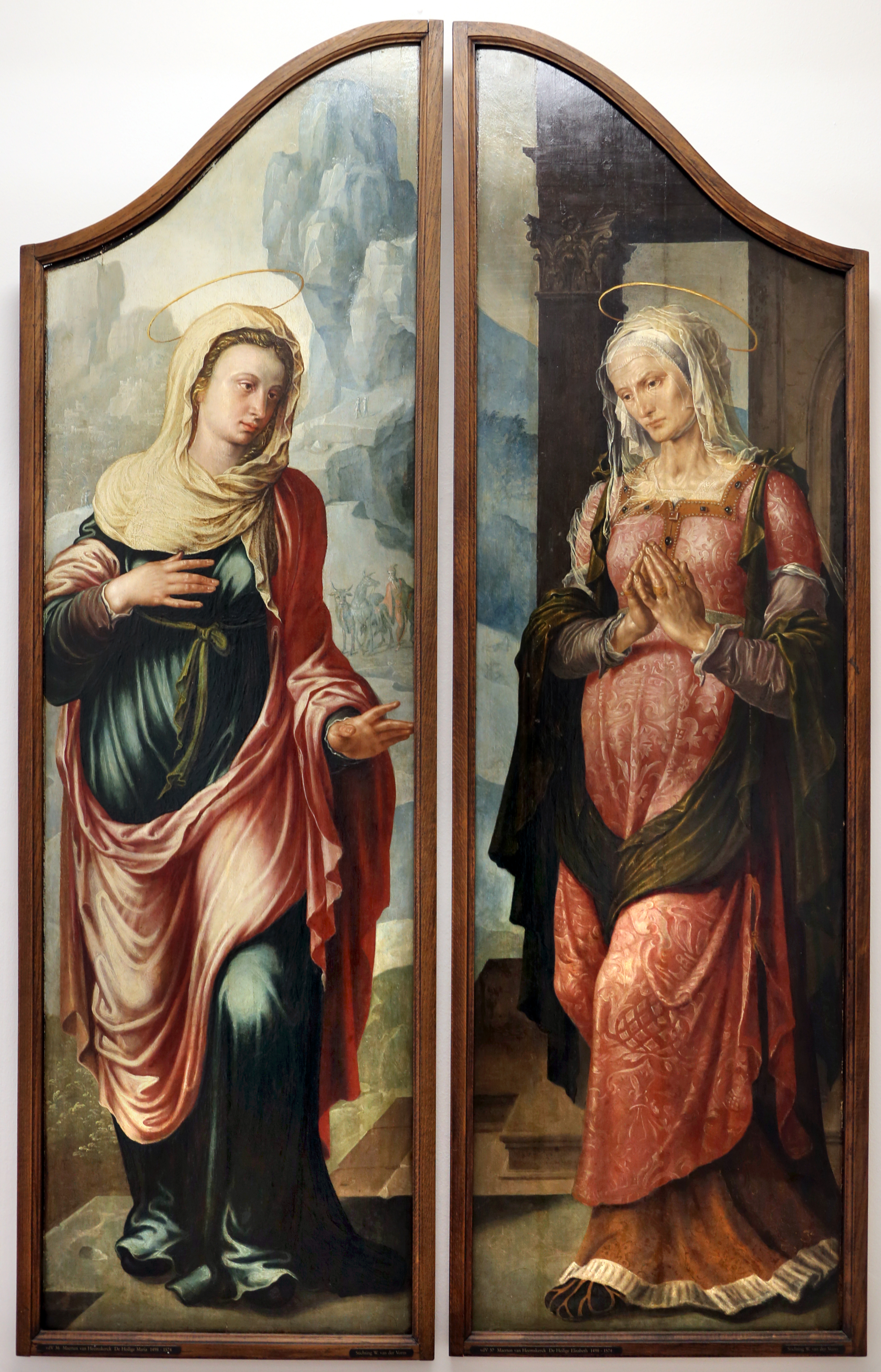
Встреча Марии и Елизаветы. Боковые панели триптиха. 1550. Дерево, масло. Музей Бойманса — ван Бёнингена, Роттердам
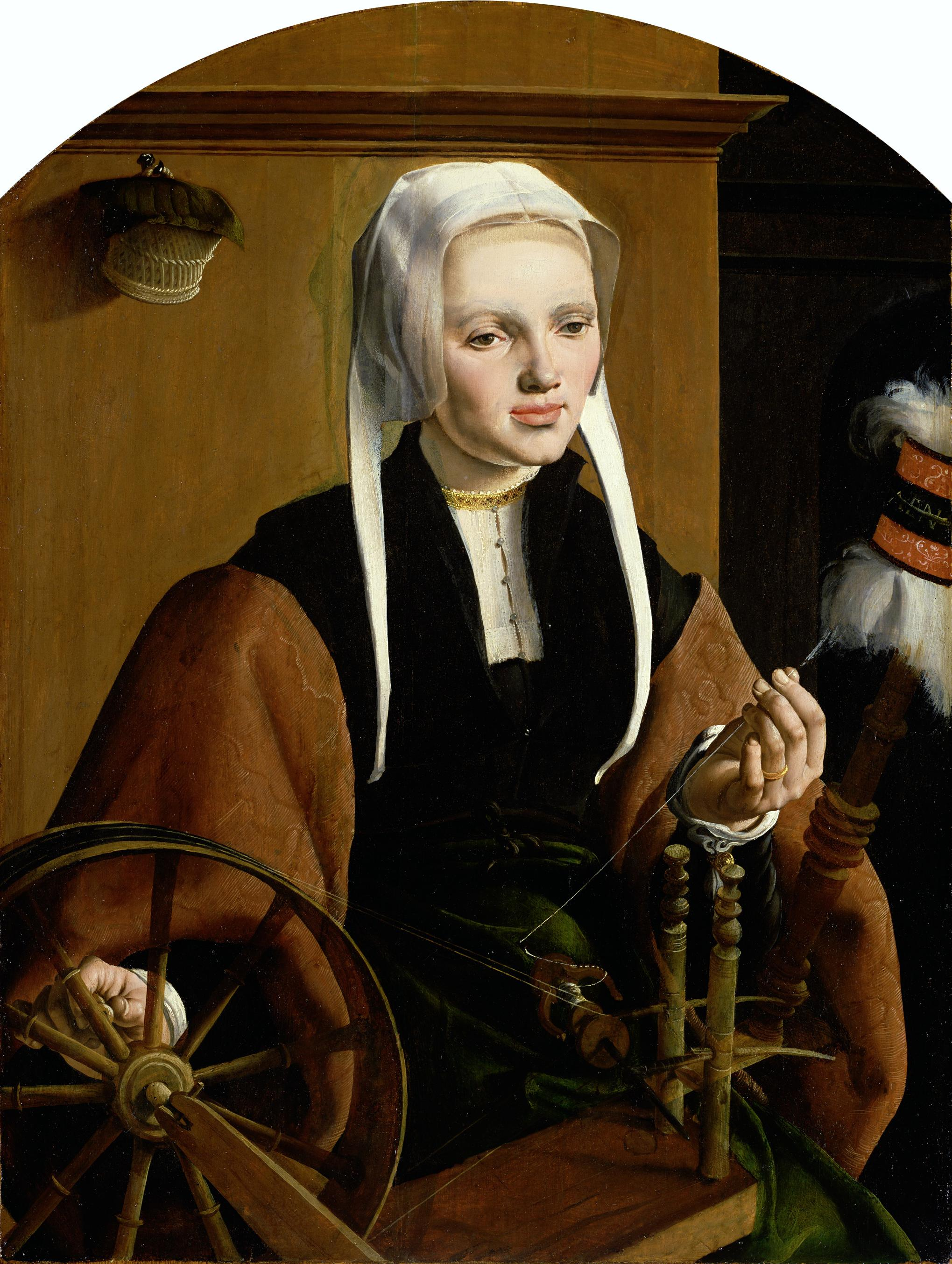
Портрет Анны Кодде. 1529. Дерево, масло. Рейксмюсеум, Амстердам
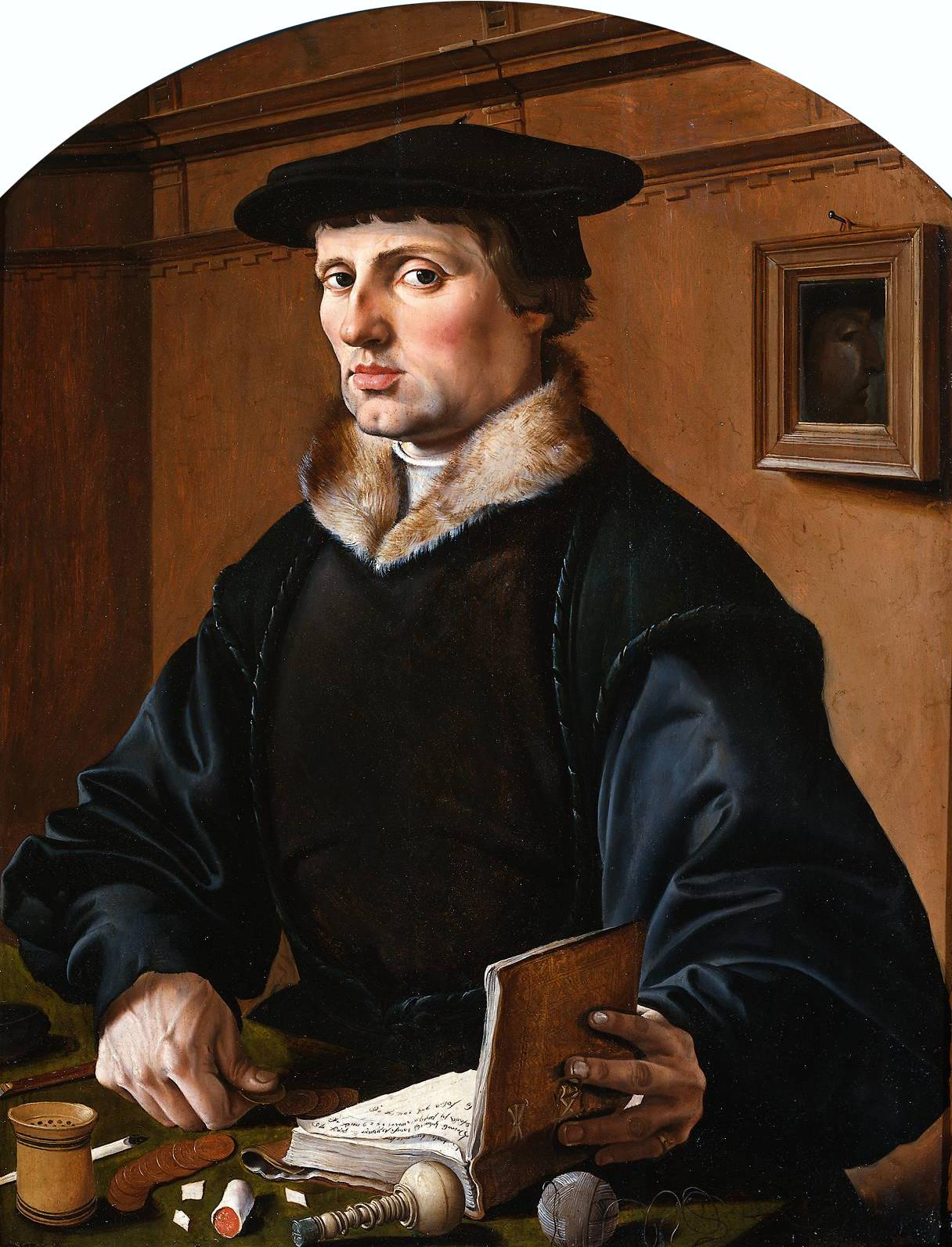
Портрет Питера Герритса Бикера. 1529. Дерево, масло. Рейксмюсеум, Амстердам
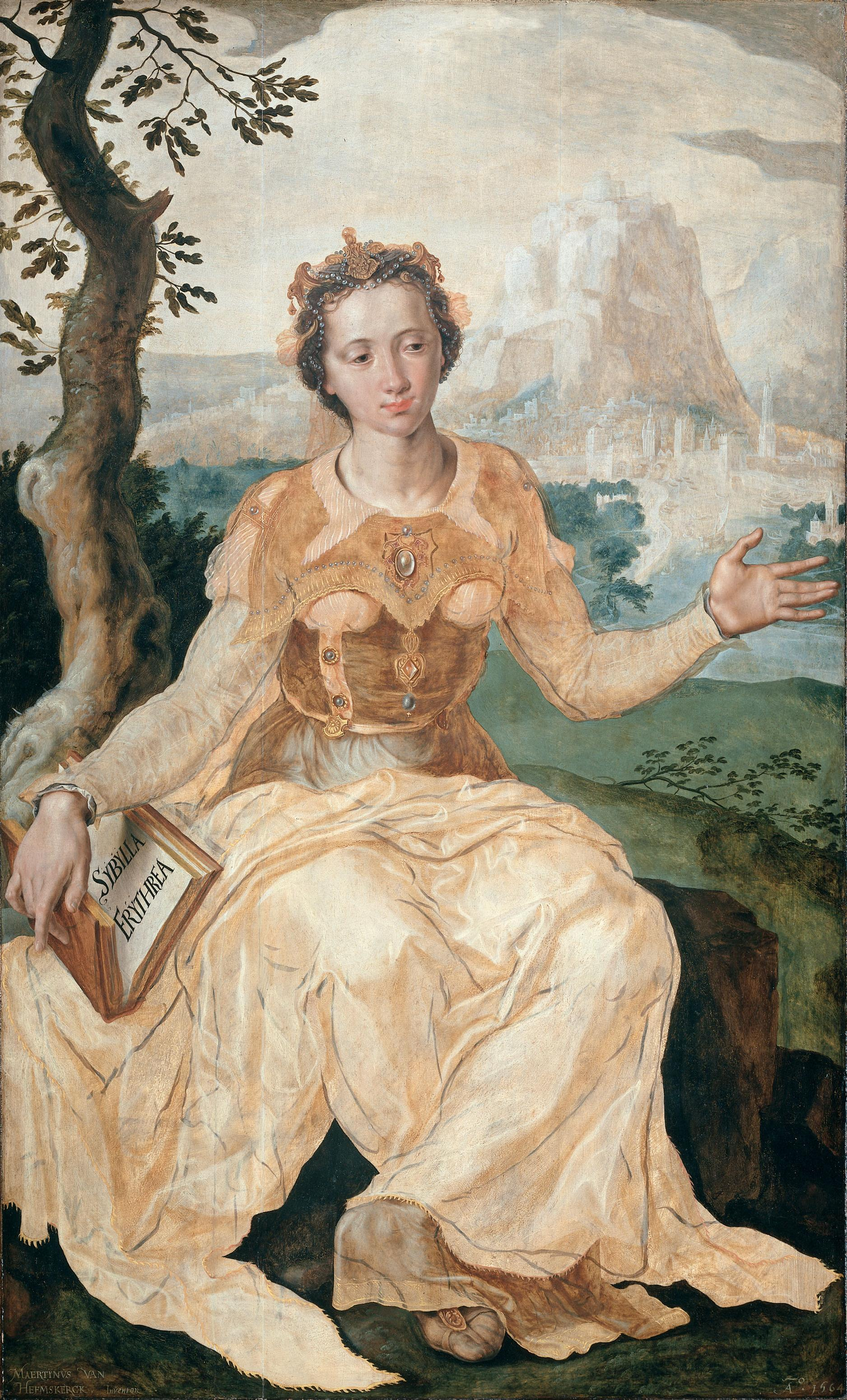
Эритрейская Сивилла. 1564. Дерево, масло. Рейксмюсеум, Амстердам
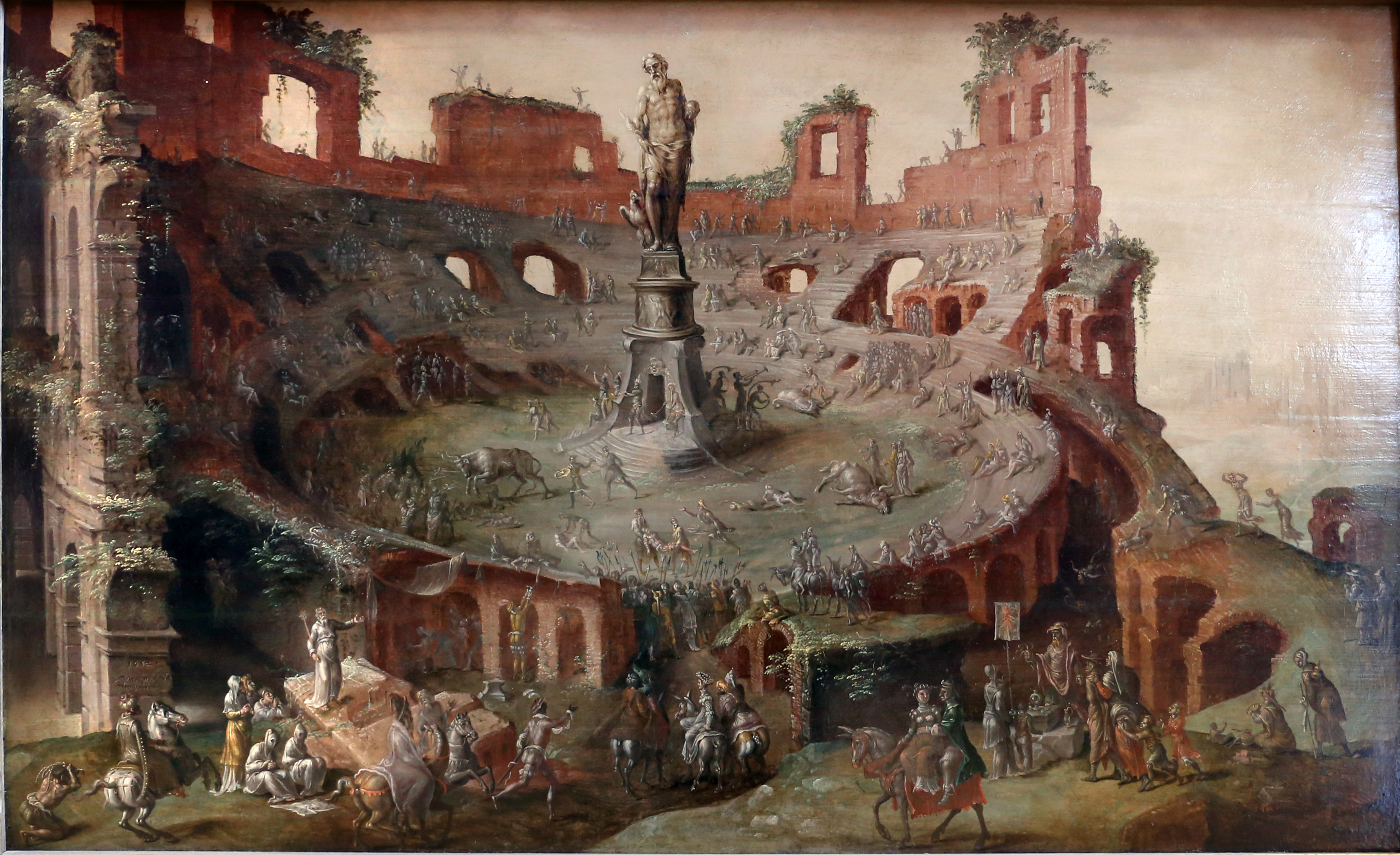
Бой быков на античной арене. 1552. Дерево, масло. Дворец изящных искусств, Лилль

## «Восемь чудес Света» по рисункам М. ван Хемскерка

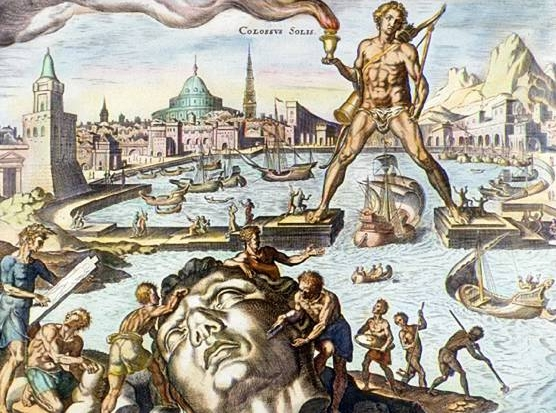
Колосс Родосский
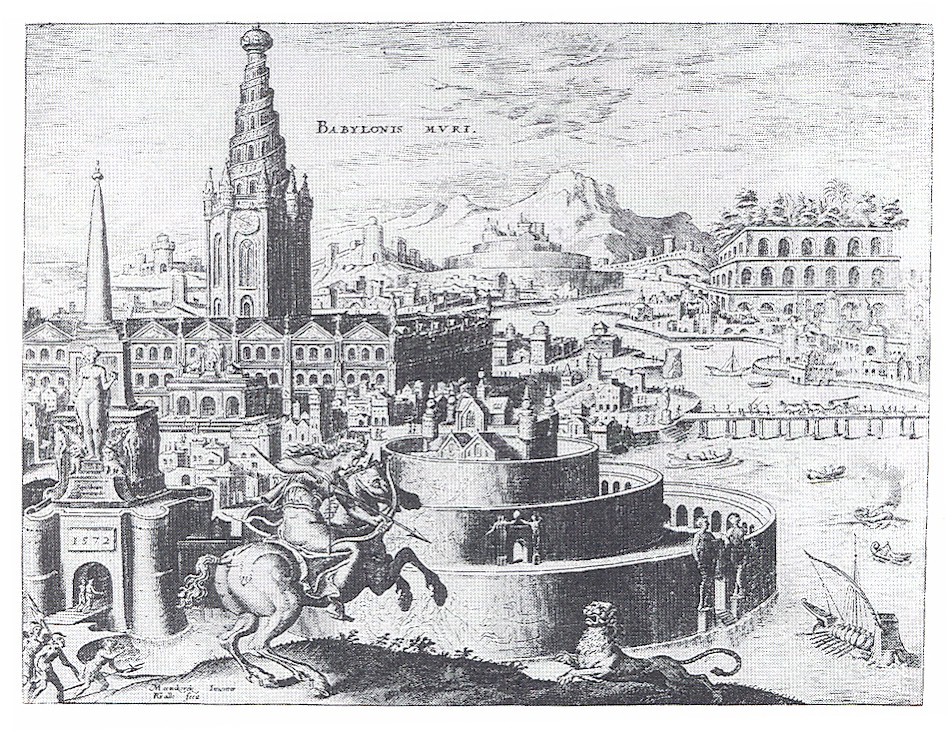
Вавилонская башня
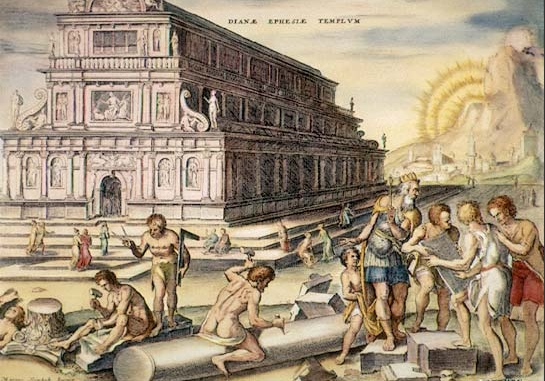
Храм Артемиды Эфесской
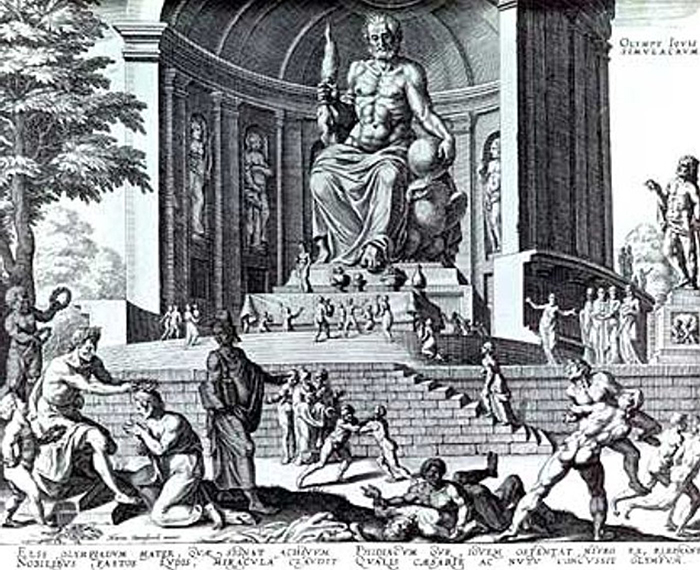
Статуя Зевса в Олимпии
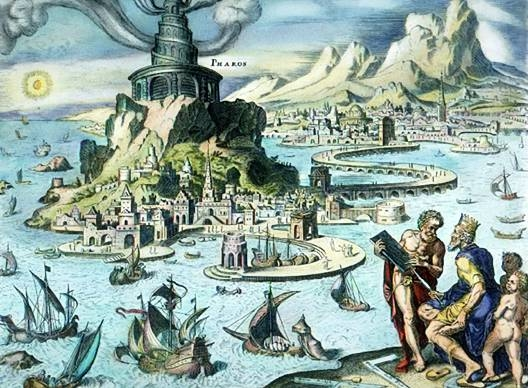
Александрийский маяк
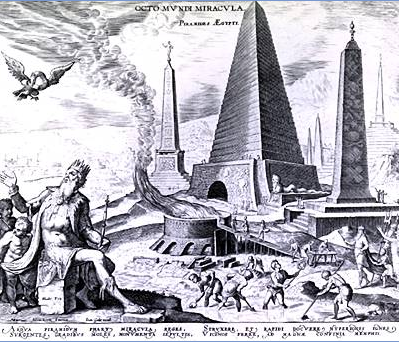
Большая пирамида в Гизе
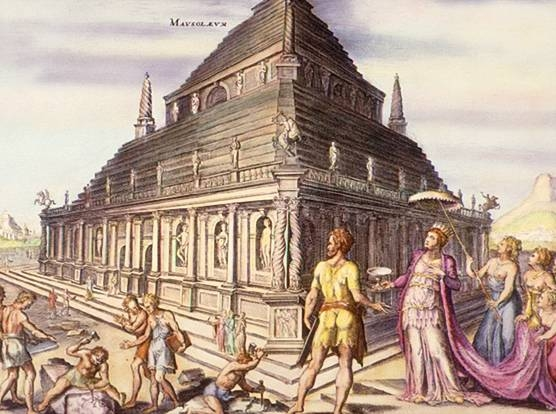
Мавзолей в Галикарнасе
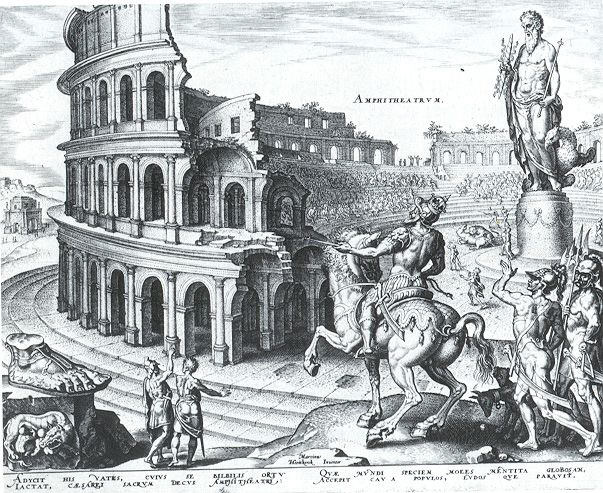
Колизей в Риме

## Из серии офортов «Двенадцать патриархов (праотцов)». 1550

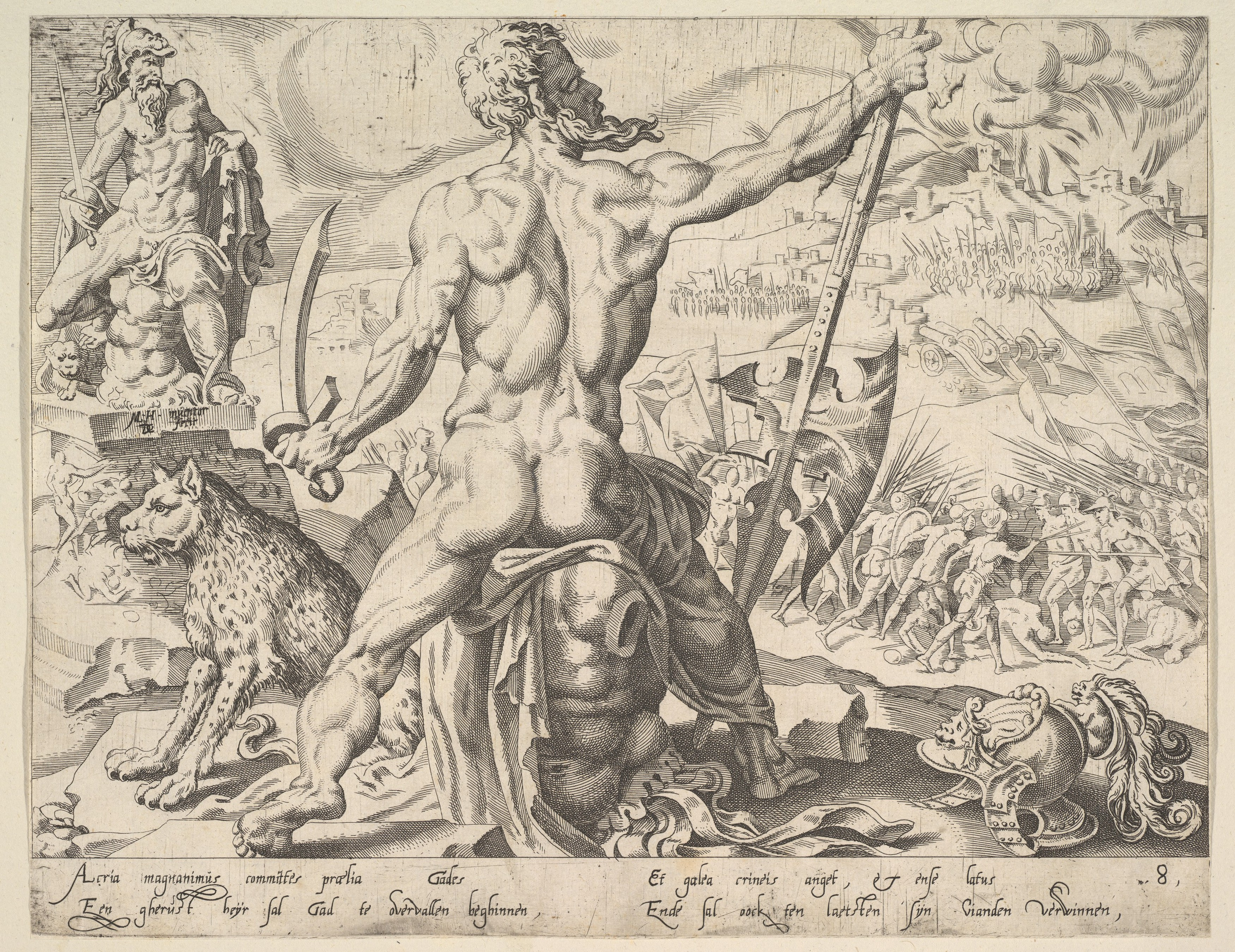
Гад
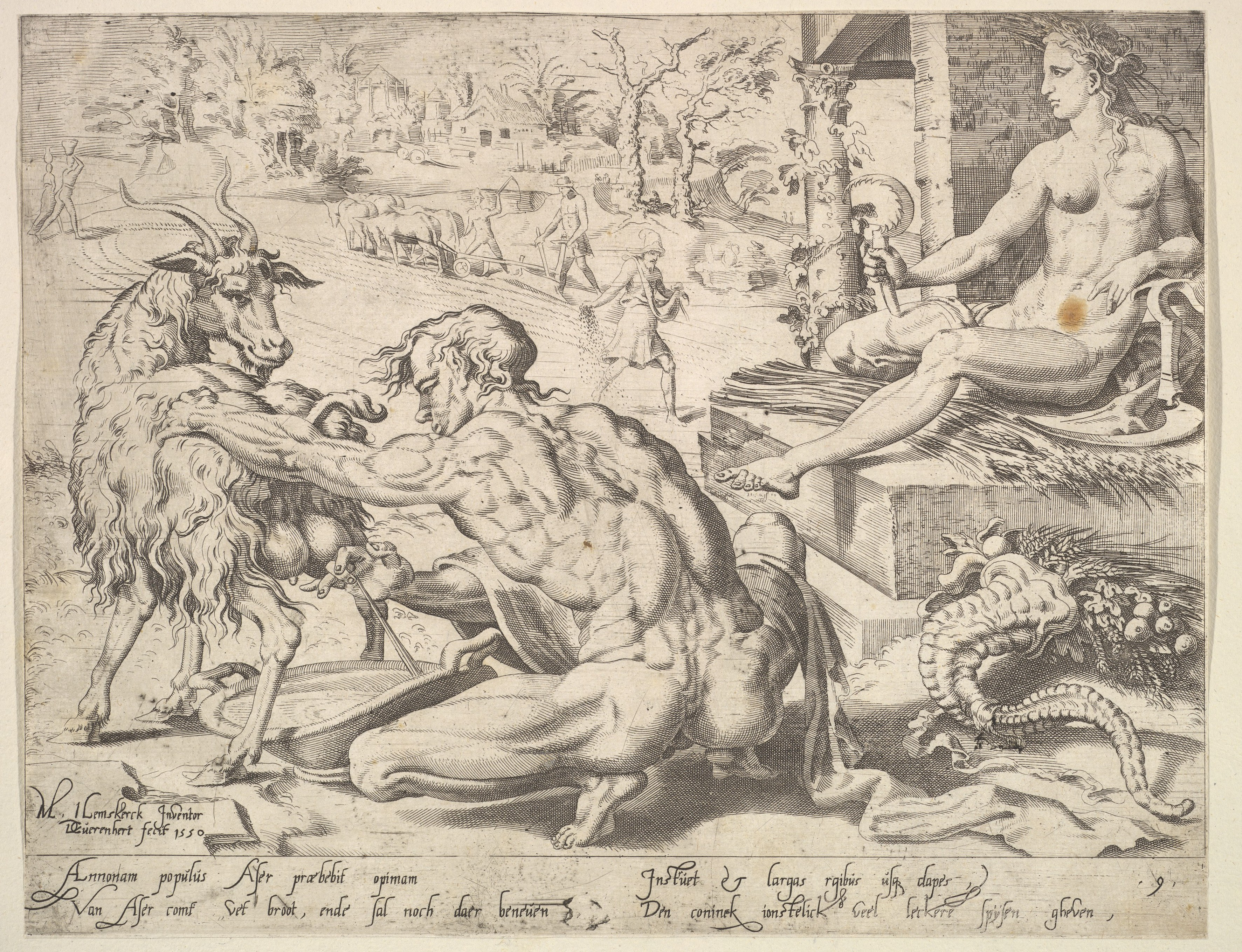
Aшер
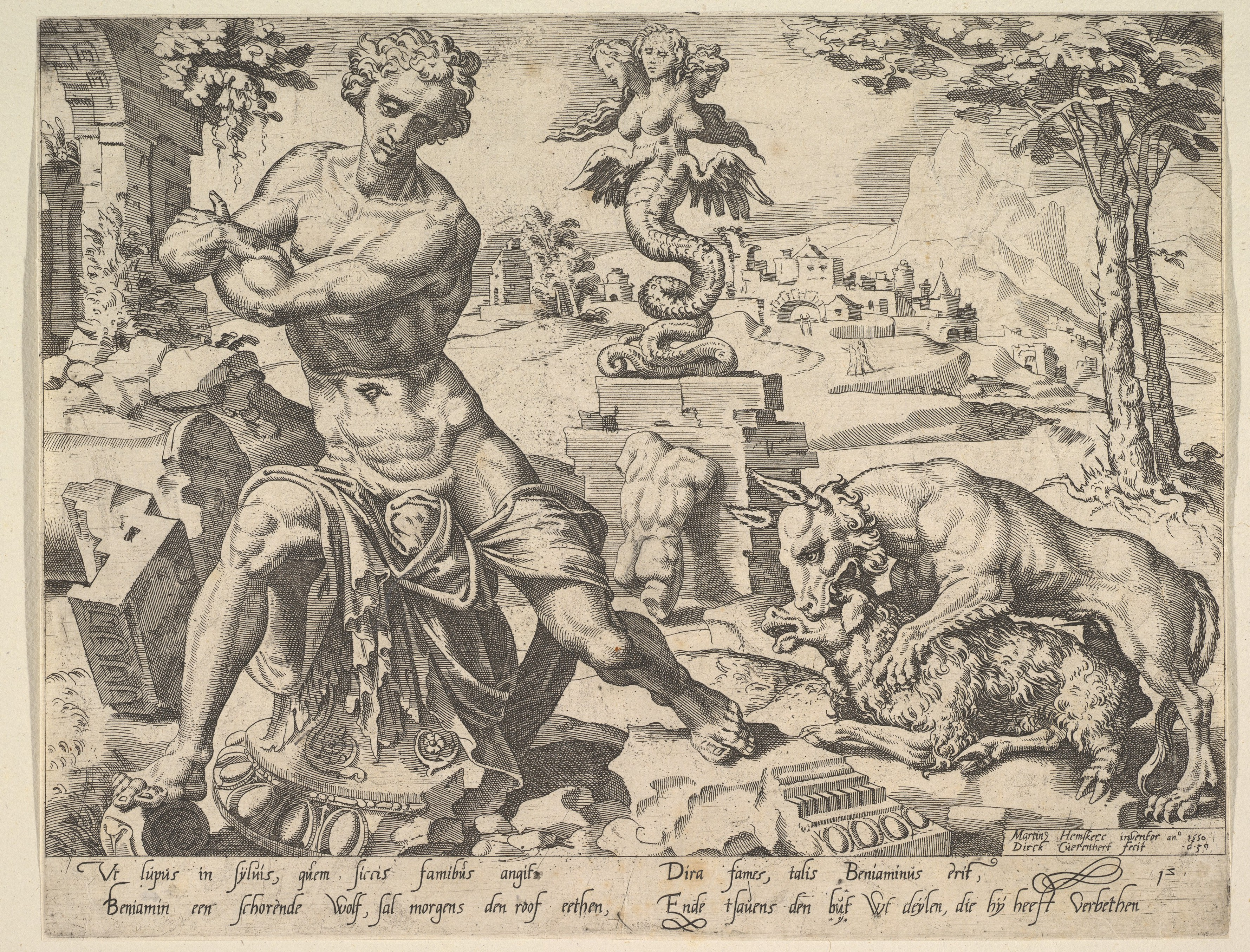
Вениамин
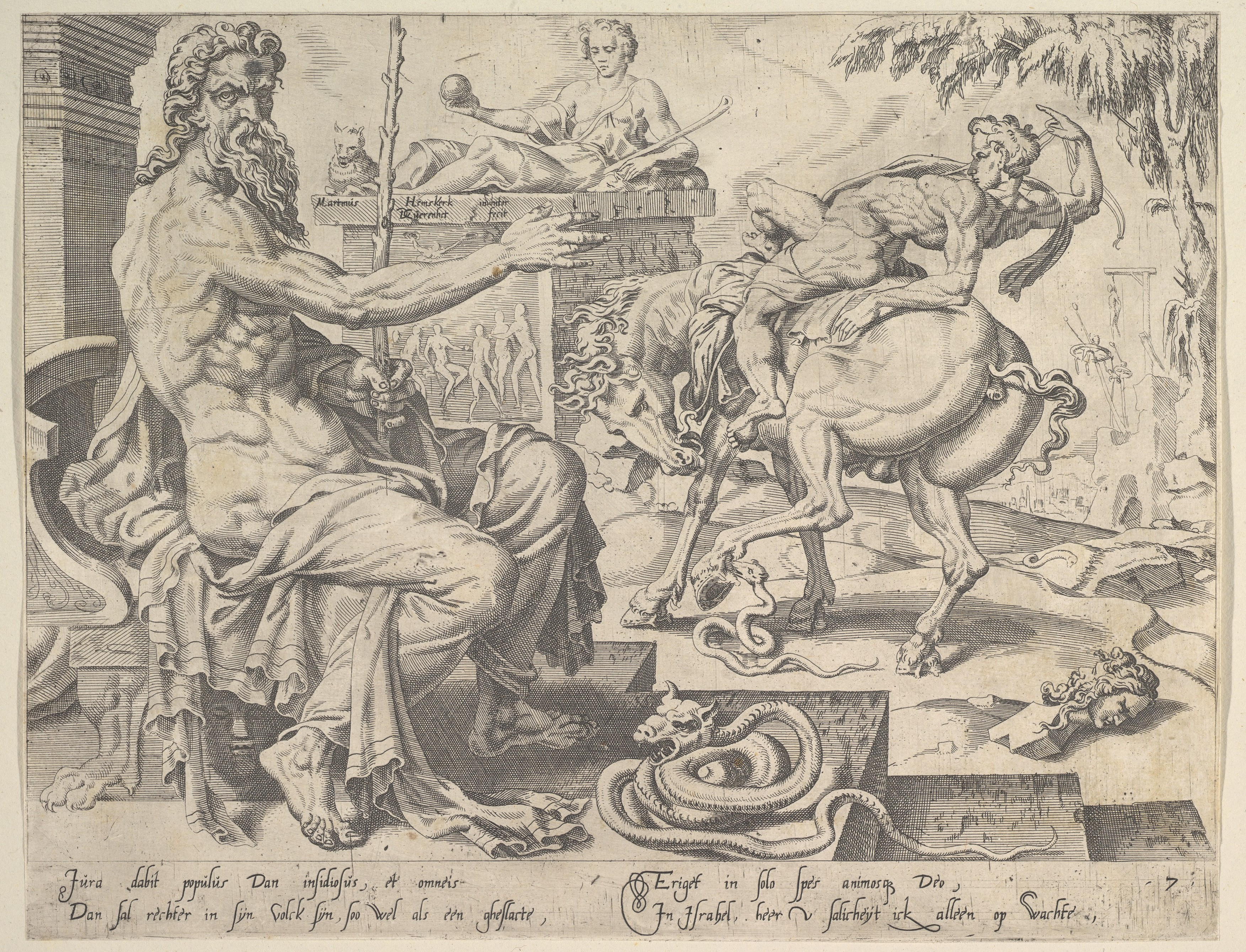
Дан
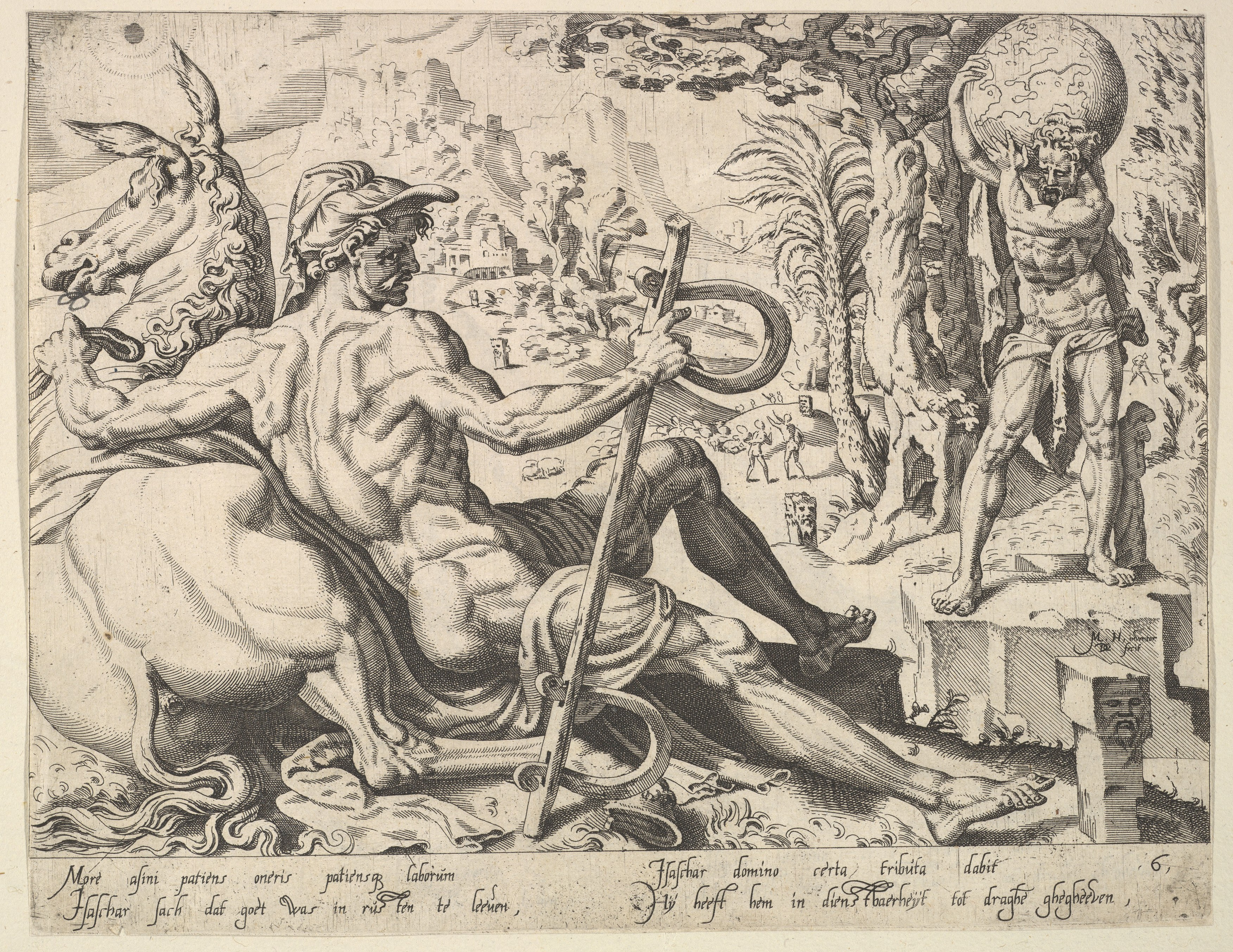
Иссахар
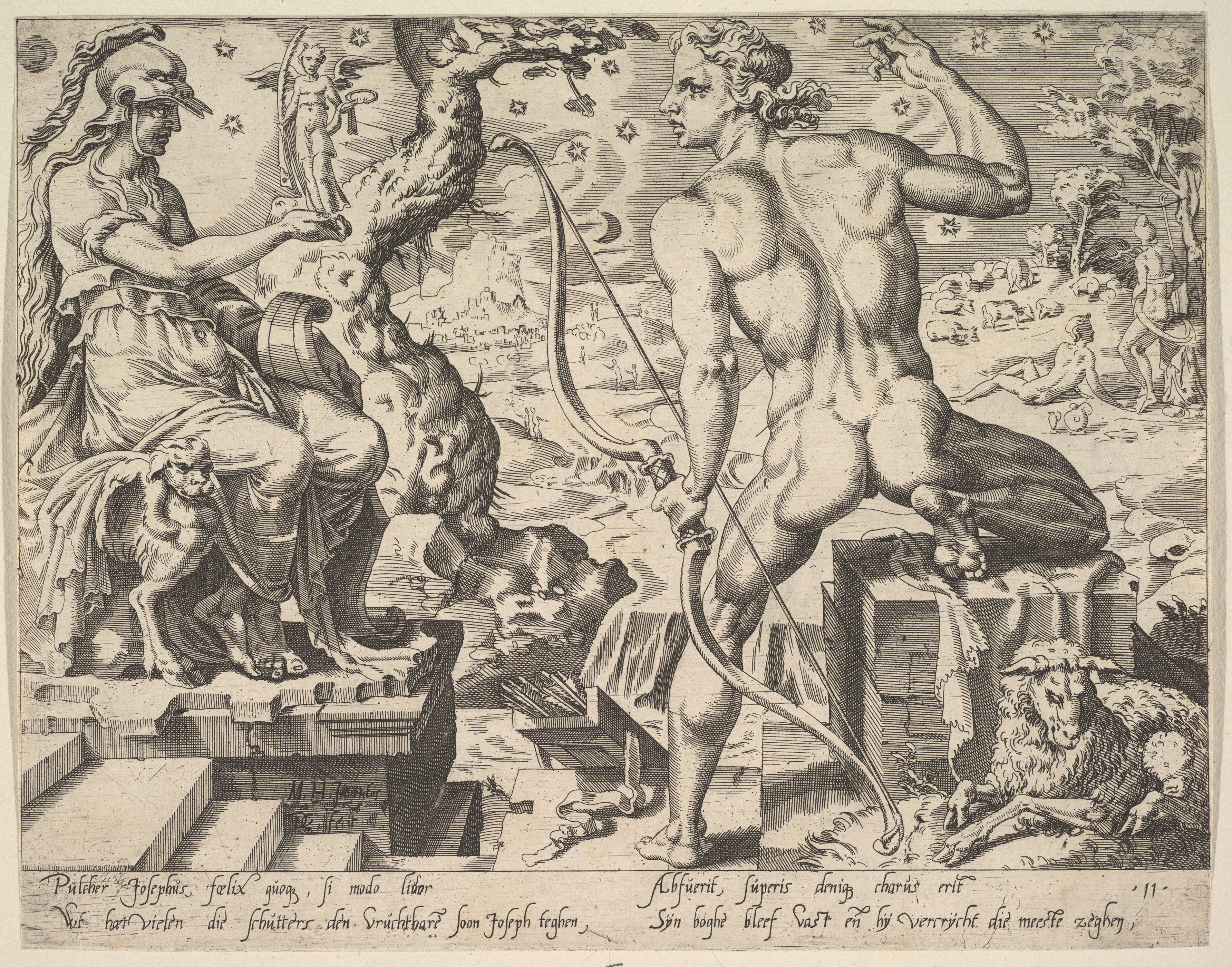
Иосиф
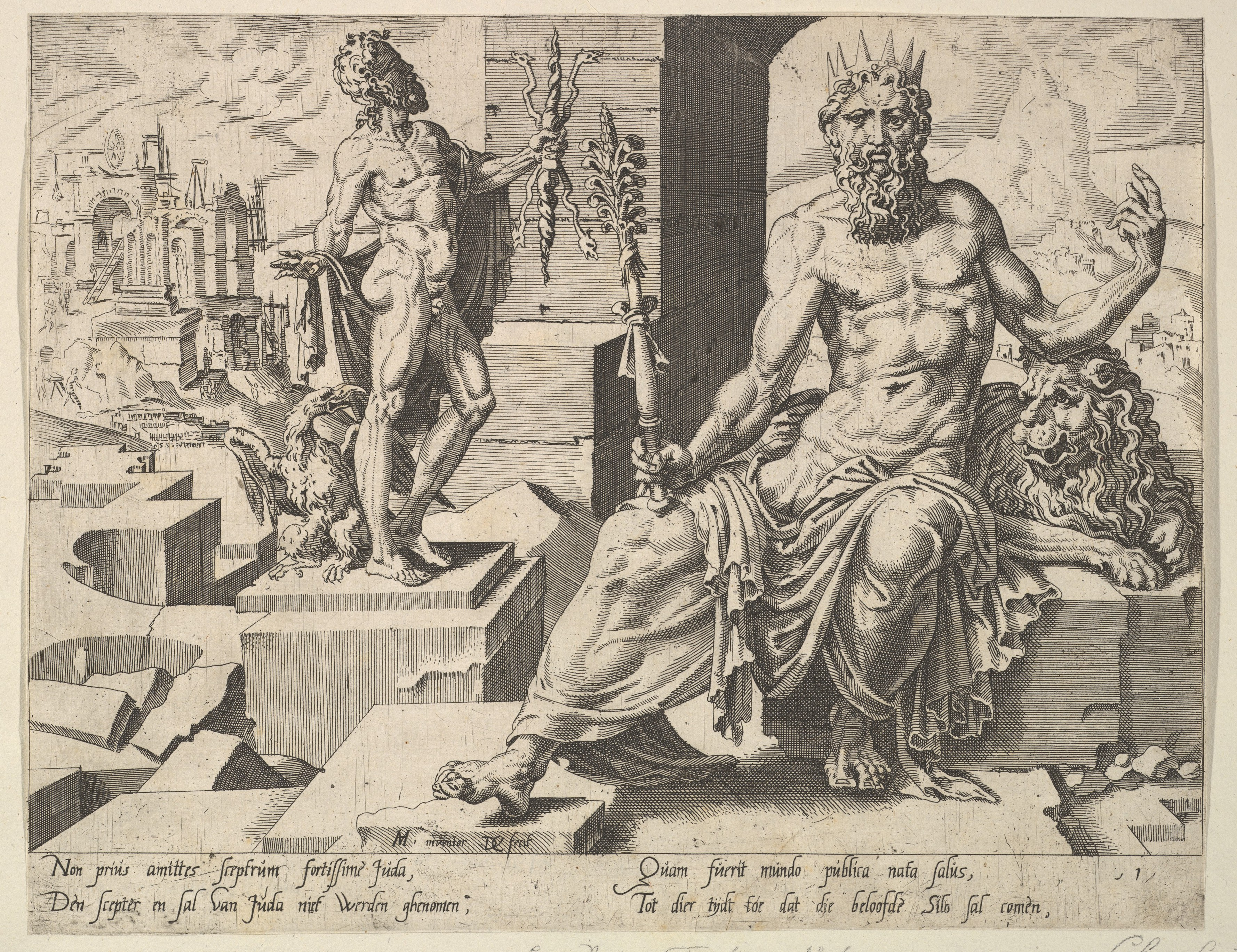
Иуда
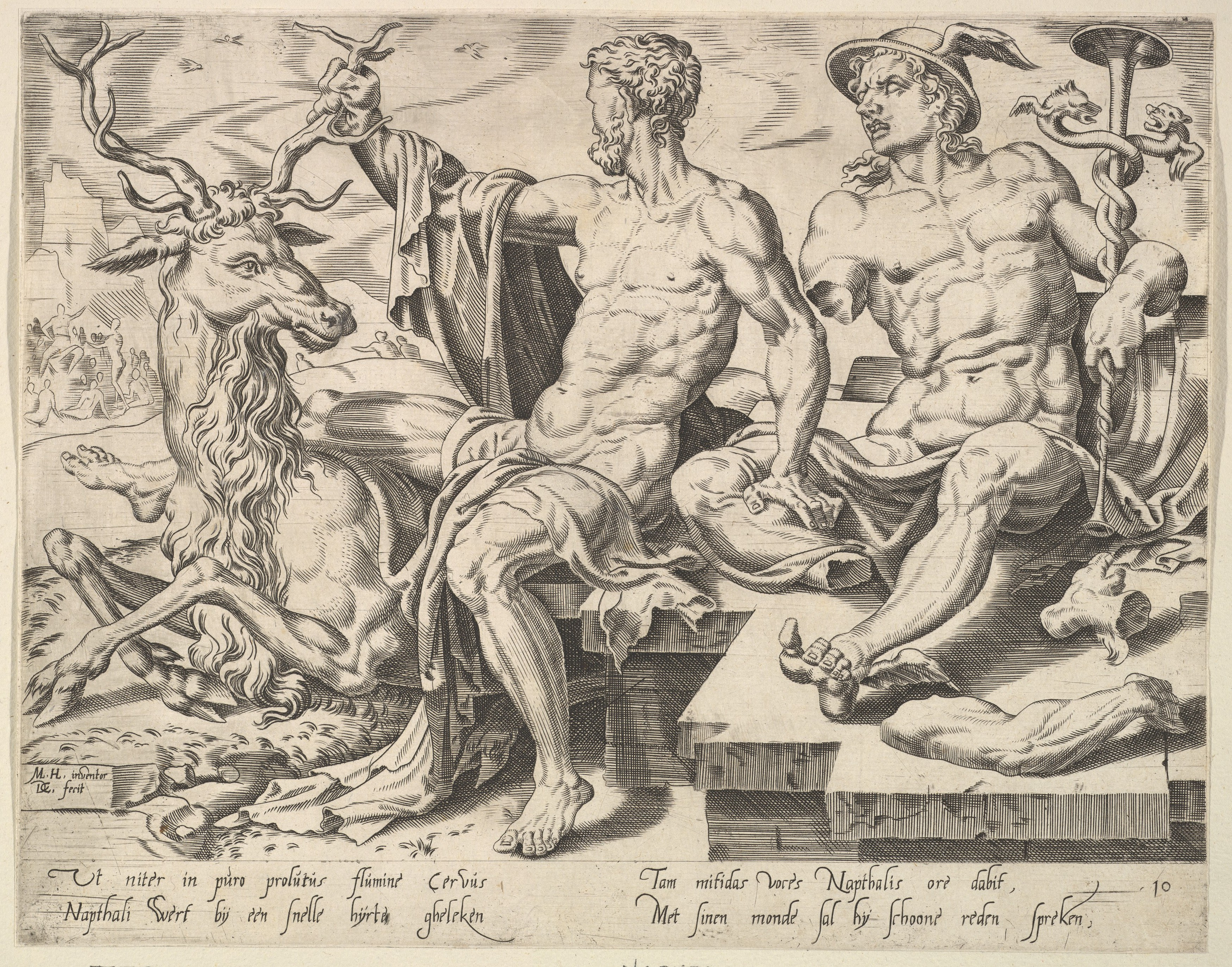
Нафтали
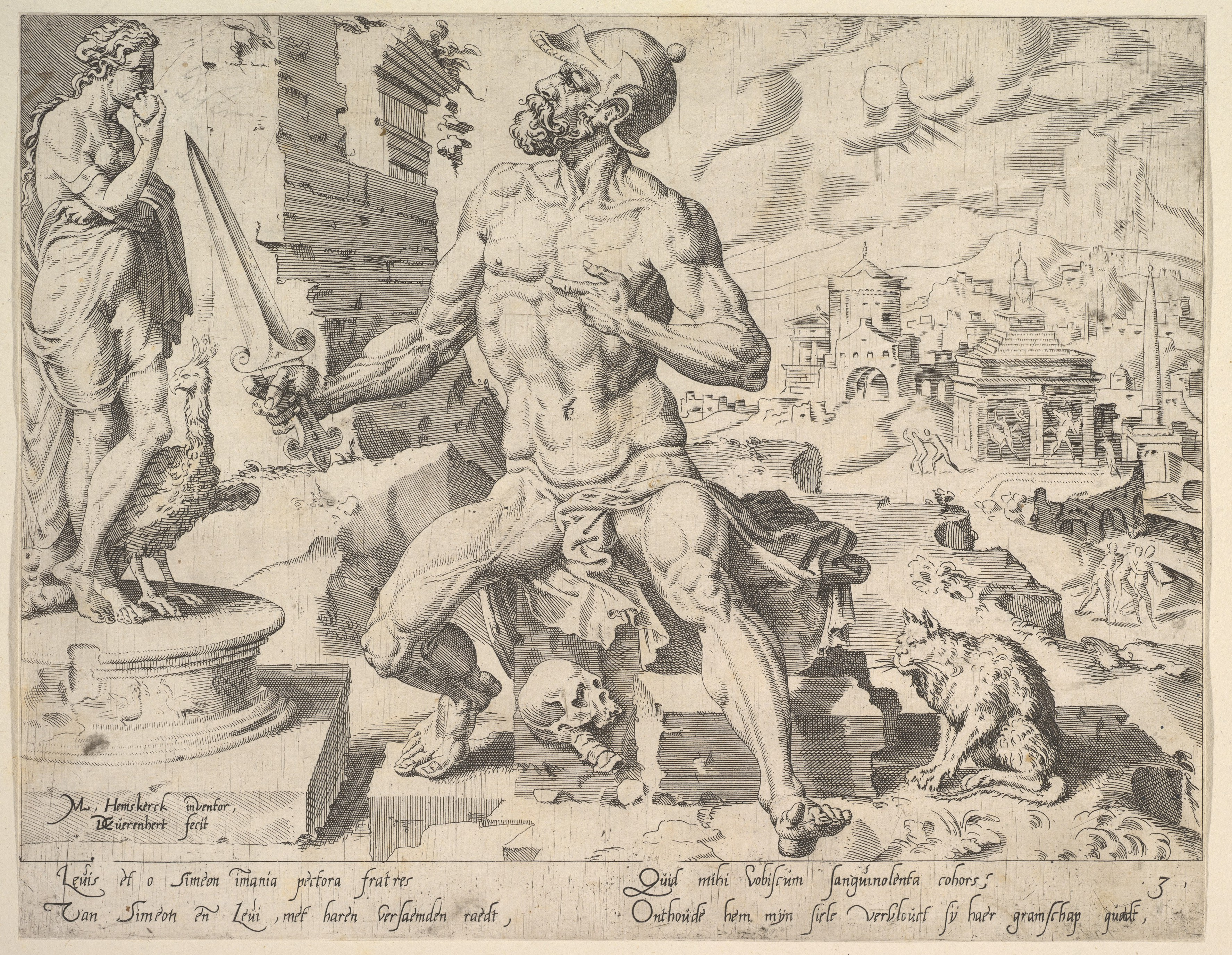
Симеон